# Ној Дархау
Ној Дархау (њем. Neu Darchau) општина је у њемачкој савезној држави Доња Саксонија. Једно је од 27 општинских средишта округа Лихов-Даненберг. Према процјени из 2010. у општини је живјело 1.481 становника. Посједује регионалну шифру (AGS) 3354019.

## Географски и демографски подаци
Ној Дархау се налази у савезној држави Доња Саксонија у округу Лихов-Даненберг. Општина се налази на надморској висини од 17 метара. Површина општине износи 22,6 km². У самом мјесту је, према процјени из 2010. године, живјело 1.481 становника. Просјечна густина становништва износи 65 становника/km².